# Рава (острів)
Рава (хорв. Rava) — острів у хорватській частині Адріатичного моря. Належить до Задарської жупанії Хорватії. Площа острова — 3,63 км², довжина берегової лінії 16 кілометрів.

## Географічне розташування

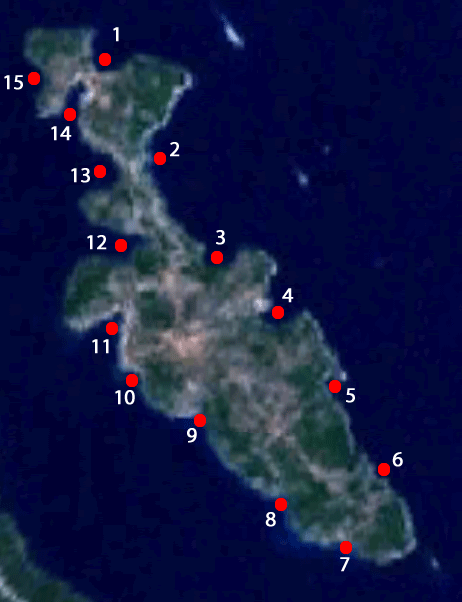
Схема заток острова Рава

Острів належить до Задарського архіпелагу і розташований між островами Іж та Дугі-Оток. Омивається водами Іжської та Равської проток. Берегова лінія острова сильно порізана. На острові виділяють 15 заток:
1. Танко
2. Валішіна
3. Іваношевіца
4. Павайско
5. Пестеховац
6. Дражице
7. Голубовац
8. Мартініца
9. Грбавач
10. Грбачіна
11. Марніца (Марініца),
12. Паладьініца (Паладініца),
13. Вічабок
14. Локвіна
15. За Грбіцу.

## Клімат
На острові переважає середземноморський клімат з жарким сухим літом і м'якою дощовою зимою. 
Середньорічна температура становить 15°C. Найхолодніший місяць — січень, середня температура — 7°C, найтепліший місяць — липень, середня температура — 23,5°С). Середньорічна кількість опадів — близько 900 мм. Опади випадають переважно у вигляді дощу. Основна частина опадів випадає взимку.

## Рослинність
М'який середземноморський клімат сприяє зростанню середземноморських рослин: тут є оливкові гаї, виноградники. Домінують невисокі дерева з густим підліском. У лісах переважають дуб, чагарники, падуб, ожина, спаржа. В останні роки спостерігається збільшення популяції алеппської сосни. Серед культурних рослин, крім оливок і винограду, вирощують інжир, мигдаль, гранати, апельсини, лимони, мандарини, волоський горіх.

## Водопостачання
Незважаючи на відносно велику кількість опадів, через пористість ґрунту на Раві відсутні водойми, тому жителями використовується заздалегідь накопичена дощова або, під час посухи, привізна вода.

## Населення
На острові два населених пункти: Вела Рава та Мала Рава
Починаючи з середини XX століття населення острова стабільно скорочується і за даними на 2001 рік становить 98 осіб. Більша частина населення — хорвати. У таблиці представлена чисельність населення острова Рава з 1857 по 2001..
| Населення острова Рава по роках | Населення острова Рава по роках | Населення острова Рава по роках | Населення острова Рава по роках | Населення острова Рава по роках | Населення острова Рава по роках | Населення острова Рава по роках | Населення острова Рава по роках | Населення острова Рава по роках | Населення острова Рава по роках | Населення острова Рава по роках | Населення острова Рава по роках | Населення острова Рава по роках | Населення острова Рава по роках | Населення острова Рава по роках |
| ------------------------------- | ------------------------------- | ------------------------------- | ------------------------------- | ------------------------------- | ------------------------------- | ------------------------------- | ------------------------------- | ------------------------------- | ------------------------------- | ------------------------------- | ------------------------------- | ------------------------------- | ------------------------------- | ------------------------------- |
| 1857                            | 1869                            | 1880                            | 1890                            | 1900                            | 1910                            | 1921                            | 1931                            | 1948                            | 1953                            | 1961                            | 1971                            | 1981                            | 1991                            | 2001                            |
| 173                             | 219                             | 247                             | 335                             | 400                             | 400                             | 491                             | 375                             | 411                             | 371                             | 305                             | 234                             | 147                             | 120                             | 98                              |

## Галерея

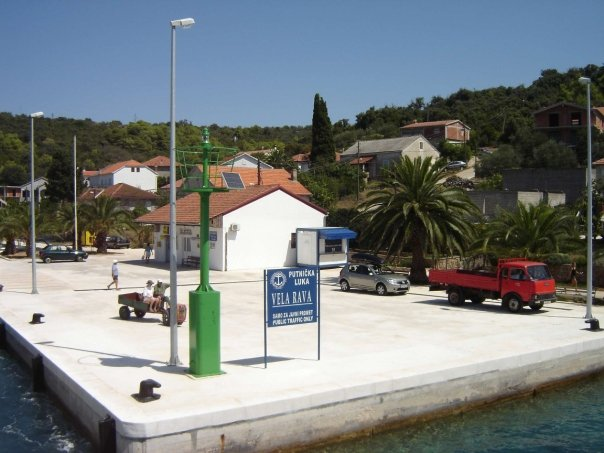
Uvala Marnjica, Putnička luka Vela Rava, (Затока Марніца, Пасажирський порт, с. Вела Рава)
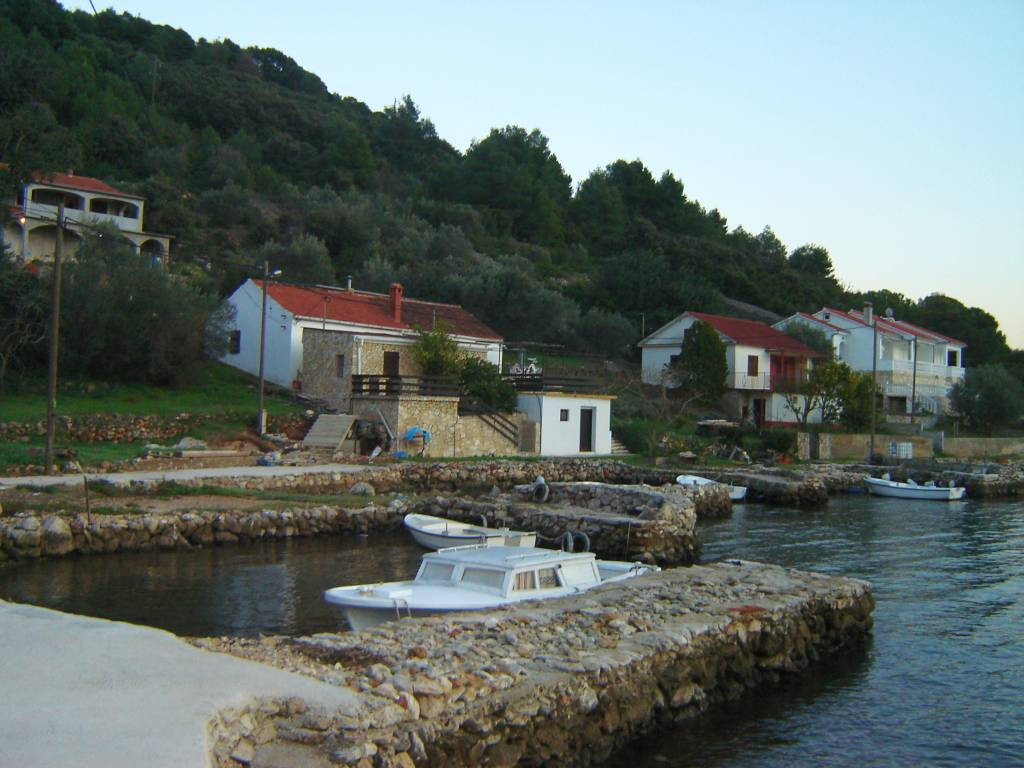
Uvala Grbačina, Vela Rava (Затока Ґрбачіна, с. Вела Рава)
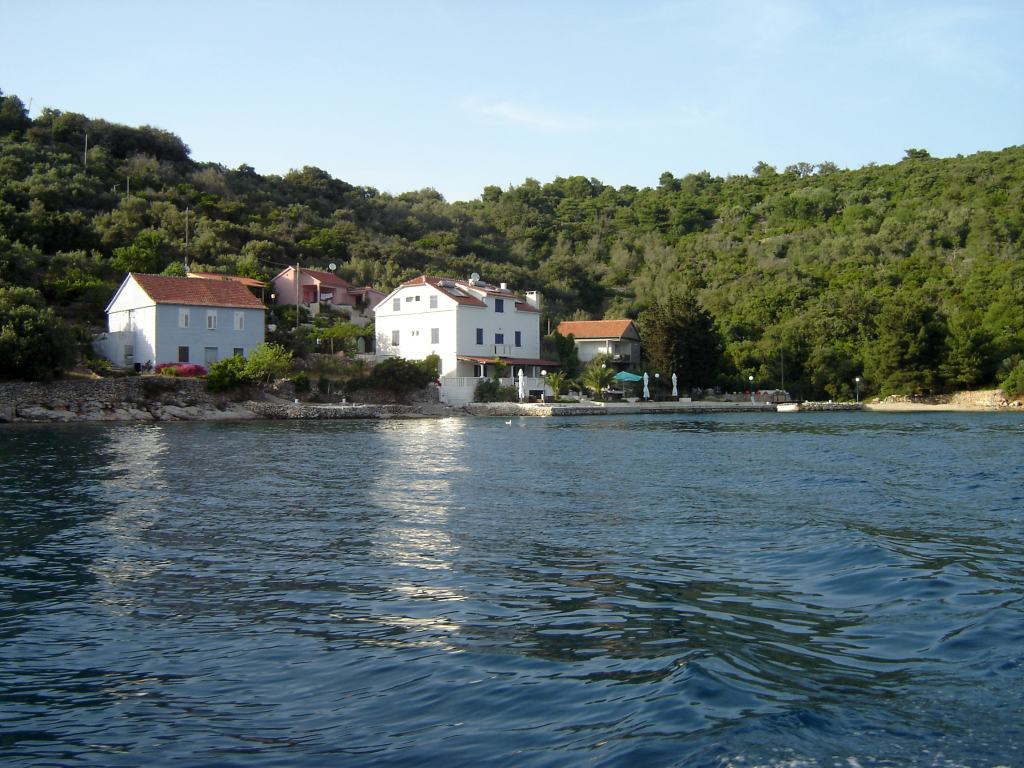
Uvala Grbavač, Vela Rava (Зотока Ґрбавач, с. Вела Рава)
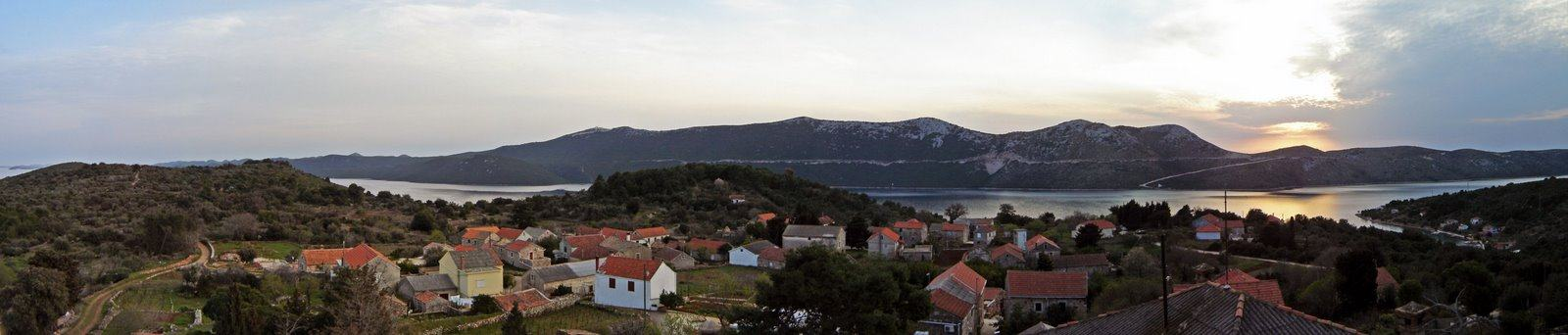
Vela Rava, staro selo (с. Вела Рава, стара частина)
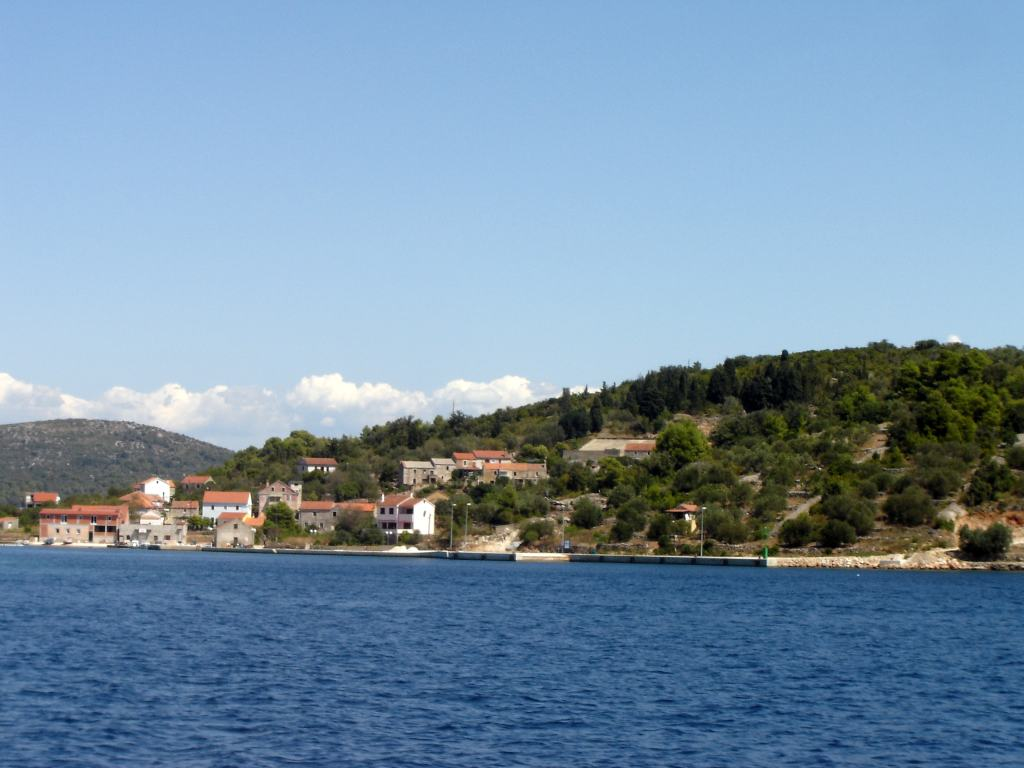
Uvala Lokvina, Putnička luka Mala Rava (Затока Локвіна, Пасажирський порт, с. Мала Рава)
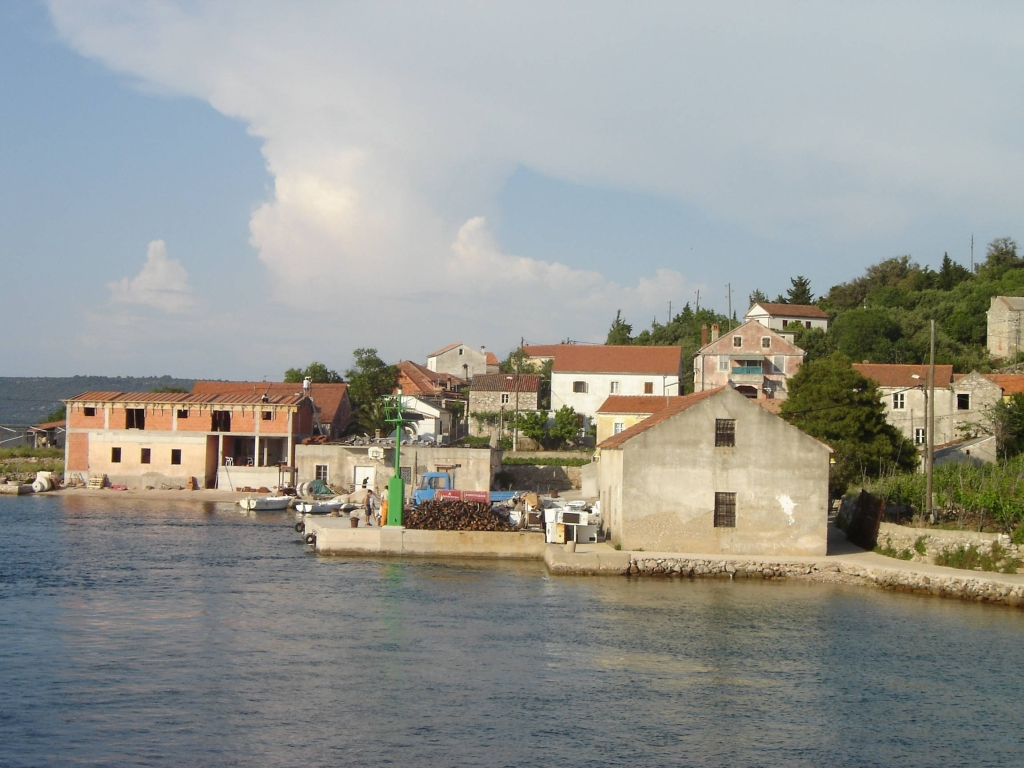
Uvala Lokvina, Mala Rava
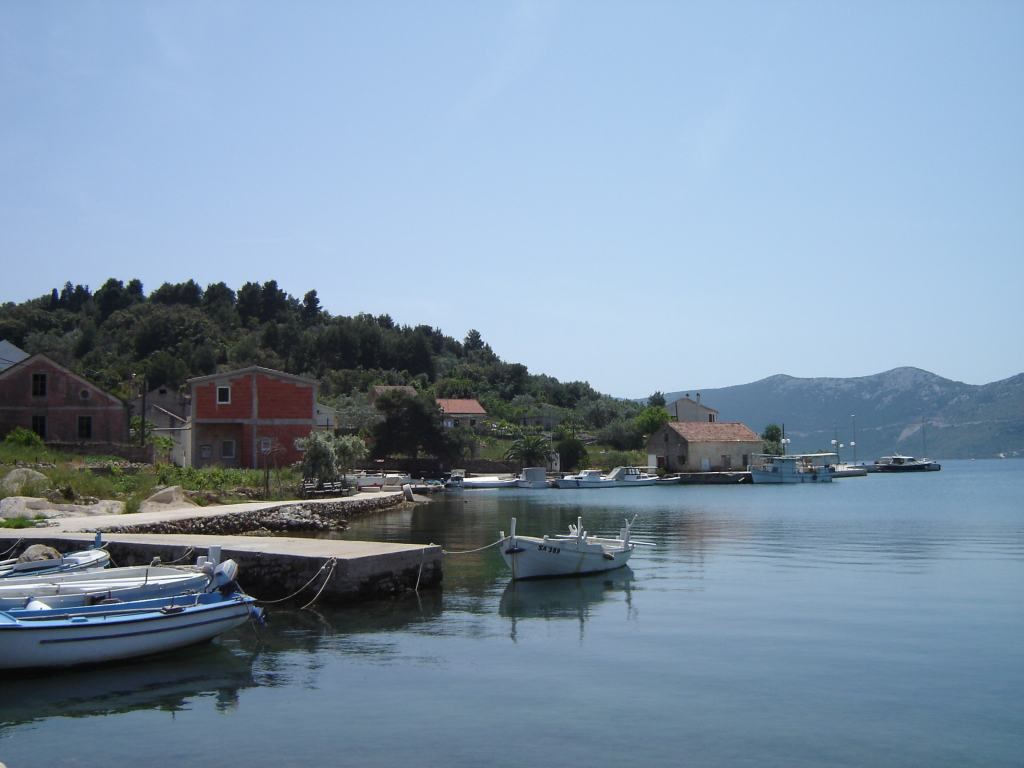
Uvala Lokvina, Mala Rava